# Kršćanstvo u 2013.
◄◄ | ◄ | 2010. | 2011. | 2012. | 2013.  | 2014. | 2015. | 2016. | ► | ►►
Arhitektura • Astronautika • Astronomija • Biologija • Film • Fotografija • Glazba • Kazalište • Kemija • Kiparstvo • Knjige • Književnost • Kršćanstvo • Meteorologija • Medicina • Planinarstvo • Politika • Pravo • Promet • Slikarstvo • Strip • Šport • Televizija • Znanost • Zrakoplovstvo • Željeznički promet
Kršćanstvo u 2013.

## Svijet

### Događaji
- 13. ožujka – izabran Papa Franjo

## Vanjske poveznice
|  | Zajednički poslužitelj ima još gradiva o temi Kršćanstvo u 2013. |